# 113 v. Chr.
Portal Geschichte | Portal Biografien | Aktuelle Ereignisse | Jahreskalender | Tagesartikel

◄ |
3. Jahrhundert v. Chr. |
2. Jahrhundert v. Chr. |
1. Jahrhundert v. Chr. |
►

◄ | 130er v. Chr. | 120er v. Chr. | 110er v. Chr. | 100er v. Chr. |
90er v. Chr. |
►

◄◄ | ◄ | 116 v. Chr. | 115 v. Chr. | 114 v. Chr. | 113 v. Chr. |
112 v. Chr. |
111 v. Chr. |
110 v. Chr. |
► |
►►
Staatsoberhäupter

## Ereignisse
- Kimbernkriege: Die Stämme der Kimbern und Teutonen fallen in die Provinz Gallia cisalpina ein, verheeren die keltischen Siedlungen und bedrohen schließlich auch Rom.
- Die Römer unter Konsul Gnaeus Papirius Carbo erleiden eine Niederlage gegen die Kimbern, Teutonen und Ambronen unter Boiorix und Teutobod in der Schlacht bei Noreia.

## Geboren
- Lucius Orbilius Pupillus, lateinischer Grammatiker und Pädagoge († 13 v. Chr.)

## Gestorben
- Liu Sheng, Prinz der Han-Dynastie